# Acq
Acq település Franciaországban, Pas-de-Calais megyében. Lakosainak száma 790 fő (2022. január 1.). Acq Villers-au-Bois, Mont-Saint-Éloi, Camblain-l’Abbé, Frévin-Capelle és Haute-Avesnes községekkel határos.

## Népesség
A település népességének változása:
| Lakosok száma | 703  | 736  | 757  | 769  | 786  | 798  | 805  | 797  | 790  |
|               | 2013 | 2015 | 2016 | 2017 | 2018 | 2019 | 2020 | 2021 | 2022 |